# Gaya meridensis
Gaya meridensis är en malvaväxtart som beskrevs av A. Krapovickas. Gaya meridensis ingår i släktet Gaya och familjen malvaväxter. Inga underarter finns listade i Catalogue of Life.